# Psycho Circus (canción)
«Psycho Circus» es una canción de la banda estadounidense Kiss. Es la primera canción del álbum Psycho Circus de 1998, y a su vez lanzado como primer sencillo del mismo. Fue compuesta por el vocalista/guitarrista Paul Stanley y Curt Cuomo. El sencillo, se lanzó con cuatro portadas diferentes, cada uno representando a un miembro de la banda. Ganó relativo éxito, especialmente en los países escandinavos: en Suecia alcanzó la cuarta posición, mientras que en Noruega escaló hasta el octavo casillero. Además fue la primera canción de Kiss en llegar a la primera posición en la lista Billboard Hot Mainstream Rock Tracks. Recibió la única nominación de Kiss en los premios Grammy, en la categoría de «mejor interpretación de hard rock».

## Video musical
Para promocionar el sencillo, se grabó un video musical utilizando la técnica 3-D, dirigido por James J. Hurlburt y producido por Doc McGhee y Eddie Vakser. Sin embargo, el vídeo tuvo escasa recepción dentro de los organismos de radiodifusión, especialmente en MTV.
Para compensar la falta de la rotación de la cadena televisiva MTV, la banda publicó el video en formato VHS acompañado de las gafas 3-D. El video fue certificado platino en los Estados Unidos.

## Lista de canciones
| Sencillo en CD |                                                                |          |  |
| N.º            | Título                                                         | Duración |  |
| 1.             | «Psycho Circus» (Edit)                                         | 4:05     |  |
| 2.             | «Raise Your Glasses» (Collectors Version)                      | 4:11     |  |
| 3.             | «Psycho Circus» (LP Version)                                   | 5:30     |  |
| 4.             | «I Was Made For Lovin' You» (Dance Remix prod. by Vini Poncia) | 7:56     |  |

## Listas
| Lista (1998)                                      | Posición |
| ------------------------------------------------- | -------- |
| Australia (ARIA)                                  | 22       |
| Canadá (RPM Top Singles)                          | 9        |
| Estados Unidos (Billboard Mainstream Rock Tracks) | 1        |
| Noruega (VG-lista)                                | 8        |
| Países Bajos (Mega Single Top 100)                | 98       |
| Suecia (Sverigetopplistan)                        | 4        |

### Sucesión en listas
| Anterior: «What's This Life For» de Creed | Mainstream Rock Tracks — Sencillo número uno 31 de octubre de 1998 — 6 de noviembre de 1998 | Siguiente: «Fly Away» de Lenny Kravitz |